# 徐華江
徐 華江（じょ かこう / シュー・ホァホン、1917年1月23日 - 2010年9月3日）は、中華民国の軍人、政治家。原名は吉驤。中央航校七期。最終階級は空軍少将。

## 生涯
合江省（現黒龍江省）富錦県にて生まれる。父親の徐鎮（字春菴）は清朝の官僚で、民国成立後は学者として活動していた。1933年、中央軍校第十一期生として入学。1936年3月3日、中央航校に七期生として入学し、日中戦争勃発後の38年2月26日卒業。中国空軍の精鋭である第4大隊(志航大隊)の所属となった。
蘭州をはじめとする空中戦を経験。
1940年9月13日、重慶上空で零戦と初の空中戦をし、三上一禧（二空曹）に撃墜されたが、不時着して助かった。
1942年、第3大隊に移籍し、第7中隊中隊長に就任。44年まで英領インド(現パキスタン領)のカラチで組み立てられたP-66の回送を務めた。
第3大隊副大隊長として中美空軍混合団に加入。1944年3月4日、海南島奇襲にB-25の援護として参加し、1機を撃墜。P-40、P-51といった戦闘機を使用し前線を駆けた。終戦までの撃墜数は3.5機。
1946年11月22日、空軍少校。
1947年、第4大隊大隊長に就任。国共内戦後は台湾に移り、空軍第4大隊大隊長、作戦計画室主任、情報処長、第4連隊参謀長、第4連隊長、作戦署副署長、司令部参謀長、国防部計画次長室助理次長等を歴任。
1950年5月1日、空軍上校。
1961年、少将に就任。73年退役し、以降は国民大会代表などを務めた。
1998年、徐を撃墜した三上と対面した。
2010年、台北栄民総医院にて死去。享年93。
葬儀には馬英九総統をはじめ、国防部長高華柱二級上将、参謀総長林鎮夷海軍一級上将、空軍司令雷玉其上将ら軍の要人が参列した。

## 撃墜と再会
1940年9月12日、重慶で第23中隊（長：王玉琨）第2分隊の2号機（乗機はI-15、機体番号2310）として出撃したが、既に敵の姿はなかった。その夜、成都の温江飛行場の周囲に飛行機を分散させるよう命じられ、成都へと単機で向かった。翌13日、遂寧に到着し、部隊と合流。着陸して燃料を注入した10時45分、急遽出撃命令を受けた。
13日11時42分、重慶上空で第十二航空隊所属の爆撃機および零戦13機(中隊長：進藤三郎大尉)を確認。だが遂寧に飛来した別の編隊を攻撃するよう命じられ、引き返そうとしたところで零戦に追いつかれた。初陣で動揺していた日本軍とは対照的に経験豊富だった中国軍は、すぐさま編隊を立て直して奥地へ誘い込もうとするが、やがてスピード・火力ともに優れた新鋭機の前に次々と撃墜されていった。
徐は最初の10分間で5、6回銃撃を受け、潤滑油タンクに穴を開けられた。この油で風防が汚れたため窓から顔を出し、飛行眼鏡を捨てて応戦したが、発射レバーの不調で思うように銃撃できなかった。徐は必死に逃げ回って戦線を離脱しようとしたが、空戦開始から30分後、1機の零戦(三上一禧二空曹)から銃撃を受けた。徐もすかさず三上機に対し両翼に2発撃ち込んだが、撃墜された。機体は田の中に不時着し、九死に一生を得た。
この空戦は零戦の初陣であり、全機が帰還している。旧式の中国空軍は撃墜13機、被弾損傷11機（10人戦死、負傷8人）という大敗北を喫した。3日後、白市沢飛行場に戻った徐は黄山の空軍病院に移され、そこで初めて部隊の損害の状況を知った。
徐を撃墜した三上とは1996年8月の特空会に招待された際に、坂井三郎の仲介によって電話で話した。その後文通を始め、2年後の1998年8月15日、霞ヶ関ビル33階の一室で対面を果たした。このとき、徐は「共維和平」と書いた一幅の書を贈っている。以降も三上が訪台するなど、徐が死ぬまで親交を深めた。

## 栄典
- 二等空軍復興栄誉勲章 1945年9月15日[6]
- 一等空軍復興栄誉勲章 - 1946年8月19日[7]
- 抗戦勝利勲章（中国語版） 1946年10月10日[8]
- 六等雲麾勲章（中国語版） 1947年4月22日[9]
- 乾元勲章 - 1947年5月12日[10]
- 五等雲麾勲章 1949年8月14日[11]